# William Golding
Pour les articles homonymes, voir Golding.
Sir William Golding, né le 19 septembre 1911 à Newquay dans les Cornouailles et mort le 19 juin 1993 à Perranarworthal, est un écrivain britannique appartenant au courant postmoderniste. Il reçoit le prix Nobel de littérature en 1983.

## Biographie
Fils d'instituteur, William Golding étudie à l'école de Marlborough. En 1930, il entre au Brasenose College d'Oxford, où il étudie les sciences naturelles pendant deux ans avant de se tourner vers l'anglais pour ses deux dernières années. Son premier tuteur était le chimiste Thomas Taylor (1895-1953).
Golding obtient sa licence avec mention très bien à l'été 1934 et, plus tard la même année, un recueil de ses poèmes est publié par Macmillan & Co, avec l'aide de son ami d'Oxford, l'anthroposophe Adam Bittleston. En 1935, il accepte un poste de professeur d'anglais à la Michael Hall School, une école Steiner-Waldorf alors située à Streatham, au sud de Londres, où il resta deux ans. Après une année à Oxford pour préparer un diplôme d'éducation, il devint maître d'école, enseignant l'anglais et la musique à la Maidstone Grammar School en 1938.  
En 1939 il devient professeur d'anglais et de philosophie à Salisbury. La même année il épouse Ann Brookfield (1912-1995), chimiste, avec laquelle il aura deux enfants : Judith et David. 
Il est mobilisé en 1940 dans la Royal Navy, où il écrit quelques textes qu'il ne veut pas publier, et participe au débarquement sur les côtes françaises en 1944. Il reprend son poste à Salisbury de 1945 à 1962, date à laquelle il se retire à la campagne dans les environs de Salisbury pour se consacrer à ses travaux littéraires.
Il est également connu pour avoir proposé au scientifique et ami James Lovelock la terminologie de Gaia dans La Terre est un être vivant, l'hypothèse Gaïa (première édition 1979), du nom de la déesse grecque de la Terre, synonyme de biosphère et géomorphologie dans les sciences naturelles et de Mère Nature dans les mouvements ésotériques.
La plupart de ses romans ont traité du mal, de l'opposition entre la barbarie instinctive de l'homme et l'influence civilisatrice de la raison. Ces thèmes sont particulièrement marquants dans son premier roman Sa Majesté des mouches (1954) qui reste son livre le plus connu.
William Golding était fortement marqué par la guerre, peu sûr de lui, dépressif et alcoolique,. Il était également très sensible aux différences de classe sociale.
William Golding a été fait commandeur de l'ordre de l'Empire britannique (CBE) en 1966 et chevalier (anobli) en 1988.
Il a obtenu le prix Booker en 1980 pour Rites de Passage - premier tome (chapitre) de sa Trilogie maritime -, et le prix Nobel de littérature en 1983.
En 1985, Golding et sa femme s'installèrent dans une maison appelée Tullimaar à Perranarworthal, en Cornouailles. Il mourut d'une insuffisance cardiaque huit ans plus tard, le 19 juin 1993, à l'âge de 81 ans, et fut inhumé dans le cimetière paroissial de Bowerchalke.

## Œuvres

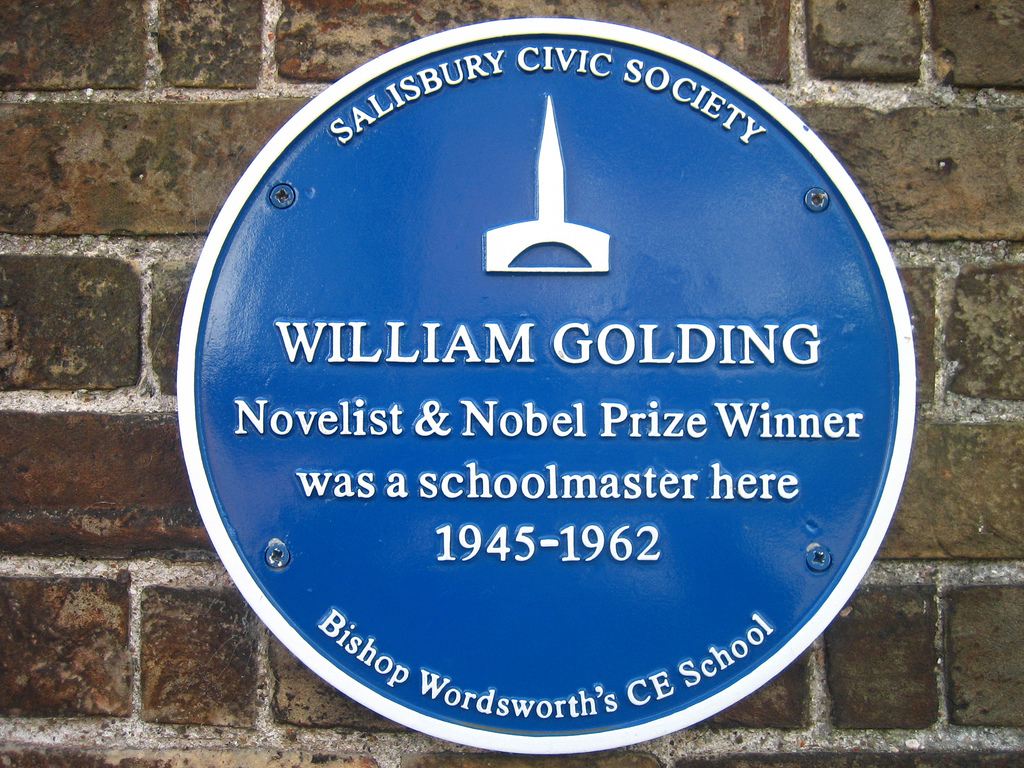
Plaque commémorative à Salisbury.

- Sa Majesté des mouches (Lord of the Flies, 1954), Éditions Gallimard, 1956 - roman
- Les Héritiers (The Inheritors) en 1955 - roman
- Chris Martin (Pincher Martin) en 1956 - roman
- Le Papillon de cuivre (The Brass Butterfly) en 1958 - pièce de théâtre en trois actes
- Chute libre (Free fall) en 1959
- La Nef (The Spire) en 1964 - roman
- Portails brûlants (The Hot Gates, and other occasional pieces) en 1965 - recueil d'essais
- La Pyramide (The Pyramid) en 1967
- Le Dieu scorpion (The Scorpion God, three short novels) en 1971 - nouvelles
- Parade sauvage (Darkness Visible) en 1979 (prix James Tait Black Memorial)
- La Cible mouvante (The moving target) en 1982 - roman
- Les Hommes de papier (The Paper men) en 1984 - roman
- Journal égyptien (An Egyptian Journal) en 1985
- Coup de semonce (Close Quarters) en 1987 - roman
- La Cuirasse de feu (Fire down below) en 1989
- Trilogie maritime (To the ends of the earth : a sea trilogy), publié en 1991, rassemble 
  - Rites de passage (Rites of passage (en)) en 1980 - roman
  - Coup de semonce (Close quarter) 1987
  - La cuirasse de feu (Fire down below) 1989
- The double tongue (Arieka), roman inachevé et publié à titre posthume en 1995 (2001 en France)